# Schwarze Wand (Rieserfernergruppe)
Die Schwarze Wand (3105 m s.l.m., gelegentlich auch Schwarzwand, italienisch Croda nera) ist ein Berg im westlichen Teil der Rieserfernergruppe, dort markanter Teil der südlichen Umrandung des Gelttalferners. Der Gipfel ist der höchste Punkt der Südtiroler Gemeinde Percha und der südlichste Dreitausender der Rieserfernergruppe. Der Berg ist Teil des Naturparks Rieserferner-Ahrn.
Die Schwarze Wand ist von drei Seiten aus besteigbar, von Antholz, Rein und Percha aus. Von Oberwielenbach aus durch das Wielental muss man mit einer Aufstiegszeit von fünf Stunden rechnen. Als Stützpunkt für eine Besteigung bietet sich die nordöstlich gelegene Rieserfernerhütte an.
Der Berg wurde im Zuge der Landesvermessung von Einheimischen erstmals bestiegen. Die erste touristische Besteigung erfolgte am 10. August 1876 durch Viktor Sieger, A. von Lemmen, Karl, Eduard, Rudolf und Josef Daimer mit den Führern Stefan Kirchler und Bartholomäus Außerhofer.